# Formostenus flavofasciatus
Formostenus flavofasciatus là một loài tò vò trong họ Ichneumonidae.